# ウィッタユ通り

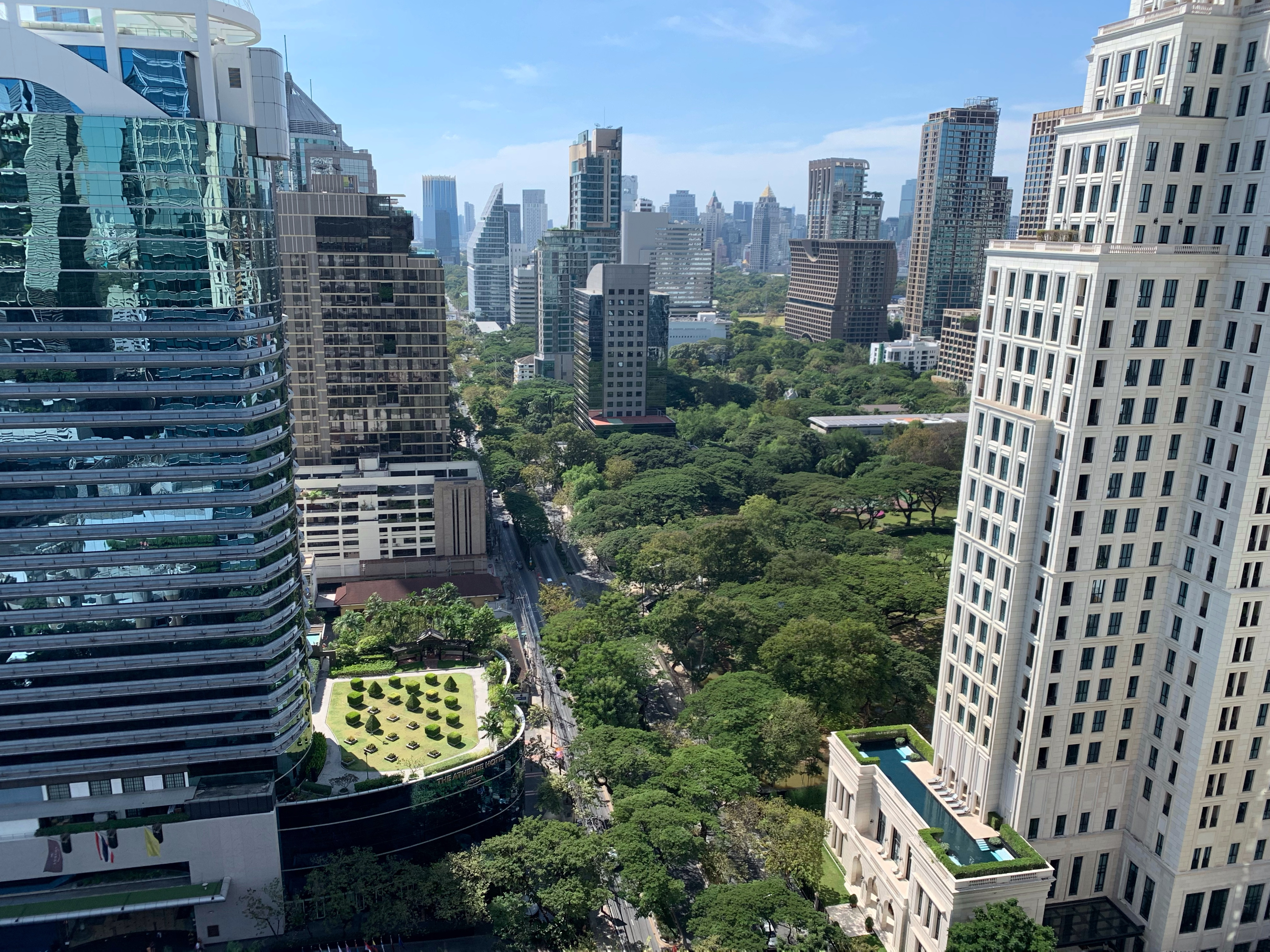
ウィッタユ通り

ウィッタユ通り（ウィッタユどおり、）あるいはウィタユー通り、ワイヤレス通り(泰: ถนนวิทยุ, 英: Wireless Road)は、タイのバンコクにある道路。在タイ日本国大使館やアメリカ大使館をはじめ、各国の大使館が多く集まる通り。
ウィッタユとはタイ語でラジオの意味。

## 接続する主な道路
- プルンチット通り(スクンビット通り)
- ラーマ4世通り
- サートン通り

## 接続する駅・路線
- ルンピニー駅（バンコク・メトロ）

## 通り沿いにある施設
- 日本大使館
- アメリカ大使館
- イギリス大使館
- スイス大使館
- オランダ大使館
- スペイン大使館
- ウクライナ大使館
- ニュージーランド大使館
- ベトナム大使館
- ルンピニー公園